# Los confines
Los confines és el primer llargmetratge del cineasta mexicà Mitl Valdez, en el qual adapta diversos fragments de l'obra literària de Juan Rulfo per a narrar una sola història. El film es va produir en 1987 i es va estrenar fins al 27 d'octubre de 1992.

## Sinopsi
El director fa una adaptació de 'Talpa', 'Diles que no me maten' i Pedro Páramo, contes i novel·la de Juan Rulfo. Un dels personatges, Juan Preciado, troba a un parell de germans incestuosos de Talpa, mentre que el personatge Juvencio Nava fuig de diversos homes que el persegueixen pel presumpte assassinat del coronel Guadalupe Terreros.

## Repartiment
- Ernesto Gómez Cruz - Juvencio
- Manuel Ojeda - Ignacio
- María Rojo - Natalia
- Pedro Damián - hombre joven
- Enrique Lucero - Tanilo
- Jorge Fegan - Guadalupe Terreros
- Ana Ofelia Murguía - madre de Natalia
- Patricia Reyes Spíndola - mujer
- Uriel Chávez - hombre
- Carlos Esteban Chávez - Justino
- Ramiro Ramirez - Fulgencio
- Roberto Sosa - Lisandro

## Sobre el film
- Los confines és el sisè llargmetratge produït en el camp del cinema professional per la UNAM.[4]
- La fallidra de la distribuïdora Películas Nacionales a impedir que l'estrena es donés després de finalitzar la producció de la pel·lícula. Van passar quatre anys des del terme de la pel·lícula fins a l'estrena.
- El director, Mitl Valdez, havia dirigit anteriorment el curtmetratge Al descubierto (1971) i el migmetratge Tras el horizonte (1984), basats també en l’obra literària de Juan Rulfo.[5]

## Reconeixements
Nominada per als Ariels de 1987 en les categories:
- Opera prima - Mitl Valdez
- Coactuación femenina - Patricia Reyes Spíndola
- Actriu de quadre - Ana Ofelia Murguía
- Ambientació - Darsel Salinas i Lucía Olguín

Considerada com la pel·lícula número 40 entre les 100 millors pel·lícules del cinema mexicà, de la revista Somos.

Convidada a la secció "Panorama Especial" del 45è Festival Internacional de Cinema de Berlín.